# Greatest Hits 1970-1978
Greatest Hits 1970-1978 è una raccolta di brani del gruppo heavy metal Black Sabbath, comprendente brani tratti dal primo album omonimo fino a Never Say Die!, il periodo classico della band con Ozzy Osbourne alla voce.

## Tracce
1. Black Sabbath (Black Sabbath) 6:16
2. N.I.B. (Black Sabbath) 5:22
3. The Wizard (Black Sabbath) 4:20
4. War Pigs (Paranoid) 7:54
5. Paranoid (Paranoid) 2:48
6. Iron Man (versione ristretta dell'originale presa da Paranoid) 3:29
7. Sweet Leaf (Master of Reality) 5:03
8. Children of the Grave (Master of Reality) 5:15
9. Changes (Black Sabbath, Vol. 4) 4:43
10. Snowblind (Black Sabbath, Vol. 4) 5:27
11. Supernaut (Black Sabbath, Vol. 4) 4:41
12. Sabbath Bloody Sabbath (Sabbath Bloody Sabbath) 5:42
13. Hole in the Sky (Sabotage) 4:01
14. Rock 'n' Roll Doctor (Technical Ecstasy) 3:26
15. Never Say Die (Never Say Die!) 3:48
16. Dirty Women (Technical Ecstasy) 7:13

## Formazione
- Ozzy Osbourne: voce
- Tony Iommi: chitarra
- Geezer Butler: basso
- Bill Ward: batteria